# Truite à la vauclusienne
La truite à la vauclusienne est un mets culinaire à base de truites pêchées dans la Sorgue, rivière qui est issue de la fontaine de Vaucluse, la plus importante exsurgence de France métropolitaine

## Ingrédients
Ce mets est réalisé à base de truites, vin blanc, queues et pattes d'écrevisses, champignons, truffes, béchamel, jaunes d'œufs, panure, huile d'olive et beurre d'écrevisse.

## Préparation
Les filets de truite sont pochés au vin blanc puis découpés en triangles. Sur ceux-ci sont déposés queues d'écrevisses, champignons et truffes recouverts de sauce béchamel liée avec des jaunes d'œuf. Ces portions sont ensuite panées et frites à l'huile d'olive. Lors du service, elles sont nappées d'une sauce au vin blanc réalisée avec le fond de cuisson et liée au beurre d'écrevisses.

## Truites et huile d'olive
Ce mets, qui allie filets de truites, truffes et écrevisses, est traditionnellement frit à l'huile d'olive. Son utilisation était recommandée par Curnonsky qui expliquait : « Il n'est d'huile que d'olive. L'arôme exquis et fin de l'huile d'olive s'allie à la valeur des mets et rehausse le goût. L'huile d'olive apporte à la cuisson une suavité incomparable, elle améliore les mets, elle est la reine des fritures. » Quant à Brillat-Savarin, il conseillait, dans sa Physiologie du goût, de faire frire les truites « avec ce que vous avez de plus fin comme huile d'olive ».

## Accord mets/vin
Traditionnellement ce mets s'accompagne du même vin blanc qui a servi à pocher les truites et à faire la sauce. Il peut être choisi tant en côtes-du-rhône, côtes-du-rhône villages, ventoux ou luberon. 